# Corticorelin
Corticorelin (INN, tên thương mại Xerecept) là một tác nhân chẩn đoán. Nó là một dạng tổng hợp của hormone giải phóng corticotropin ở người (hCRH).

## Sử dụng trong y tế
Xét nghiệm kích thích corticorelin giúp phân biệt giữa các nguyên nhân gây tăng hormone tuyến thượng thận (ACTH) phụ thuộc vào tăng cortisol máu. Nó được sử dụng để phân biệt một nguồn tuyến yên tiết quá nhiều ACTH từ một nguồn khác.
- Nếu tiêm corticorelin làm tăng nồng độ ACTH và cortisol trong huyết tương, chẩn đoán bệnh Cushing sẽ đạt được (ACTH có nguồn gốc tuyến yên).
- Nếu tiêm corticorelin dẫn đến ít hoặc không có đáp ứng ở nồng độ ACTH hoặc cortisol trong huyết tương, chẩn đoán hội chứng ACTH ngoài tử cung được xác nhận.

## Tác dụng phụ
Các tác dụng phụ thường gặp nhất (trong 1% đến 10% bệnh nhân) là thoáng qua dysosmia và dysgeusia (biến dạng của khứu giác và vị giác), cũng như một cảm giác ấm áp. Khoảng 0,1 đến 1% bệnh nhân bị mẫn cảm, hạ huyết áp (hạ huyết áp), nhịp tim nhanh (tăng nhịp tim), đỏ bừng, khó thở (khó thở), cảm giác lạnh ở cổ họng, muốn đi tiểu và chóng mặt. Apoplexy tuyến yên đã được báo cáo ở những bệnh nhân có khối u tuyến yên.

## Tương tác
Tác dụng của corticorelin bị giảm bởi corticosteroid, thuốc kháng histamine, thuốc chống động kinh và oxytocin. Chúng được khuếch đại bởi vasopressin và các chất tương tự của nó.